# Rott, Bas-Rhin
Rott är en kommun i departementet Bas-Rhin i regionen Grand Est (tidigare regionen Alsace) i nordöstra Frankrike. Kommunen ligger i kantonen Wissembourg som tillhör arrondissementet Wissembourg. År 2022 hade Rott 467 invånare.

## Befolkningsutveckling
Antalet invånare i kommunen Rott
| Referens: INSEE |